# Bickendorf
Bickendorf est une municipalité allemande située dans le land de Rhénanie-Palatinat et l'arrondissement d'Eifel-Bitburg-Prüm.

Situation de la municipalité dans ses canton et arrondissement

## Toponymie
Le nom de la commune remonte au VIIIe siècle. 
Sa première mention apparaît en 832 dans un acte de donation du monastère d'Echternach.

## Histoire
Bickendorf appartenait à la seigneurie d'Oberweiler.
Au XIIIe siècle, une famille noble portait le nom von Bickendorf. Depuis cette époque et jusqu'à la fin du XVIIIe siècle, Bickendorf était une commune luxembourgeoise.
En 1446, un conflit a eu lieu entre Simon, seigneur de Fénétrange, et Godart von Wiltz concernant des fiefs à Bickendorf.
Une station de poste qui faisait le lien entre Bruxelles et Innsbruck se trouvait à Bickendorf. Elle est restée pendant plusieurs générations dans la famille Joutz. A son mariage vers 1658, Christoph von Veyder a récupéré la direction de cette poste, puis la seigneurie de Bickendorf le 4 août 1676, qu'il a déclaré tenir en fief du duché de Luxembourg le 25 janvier 1678.

Cette dernière a ensuite appartenu à la famille du Sart de Vigneulles par mariage. Dans l'église Sankt Martin se trouve la dalle funéraire de nobili dominus Alexander du Sart de Vigneulles, haut fonctionnaire de Bickendorf, ainsi que de son épouse Anna Maria von Veyder,. Cette dalle se trouvait à l'origine dans la chapelle privée de la famille.

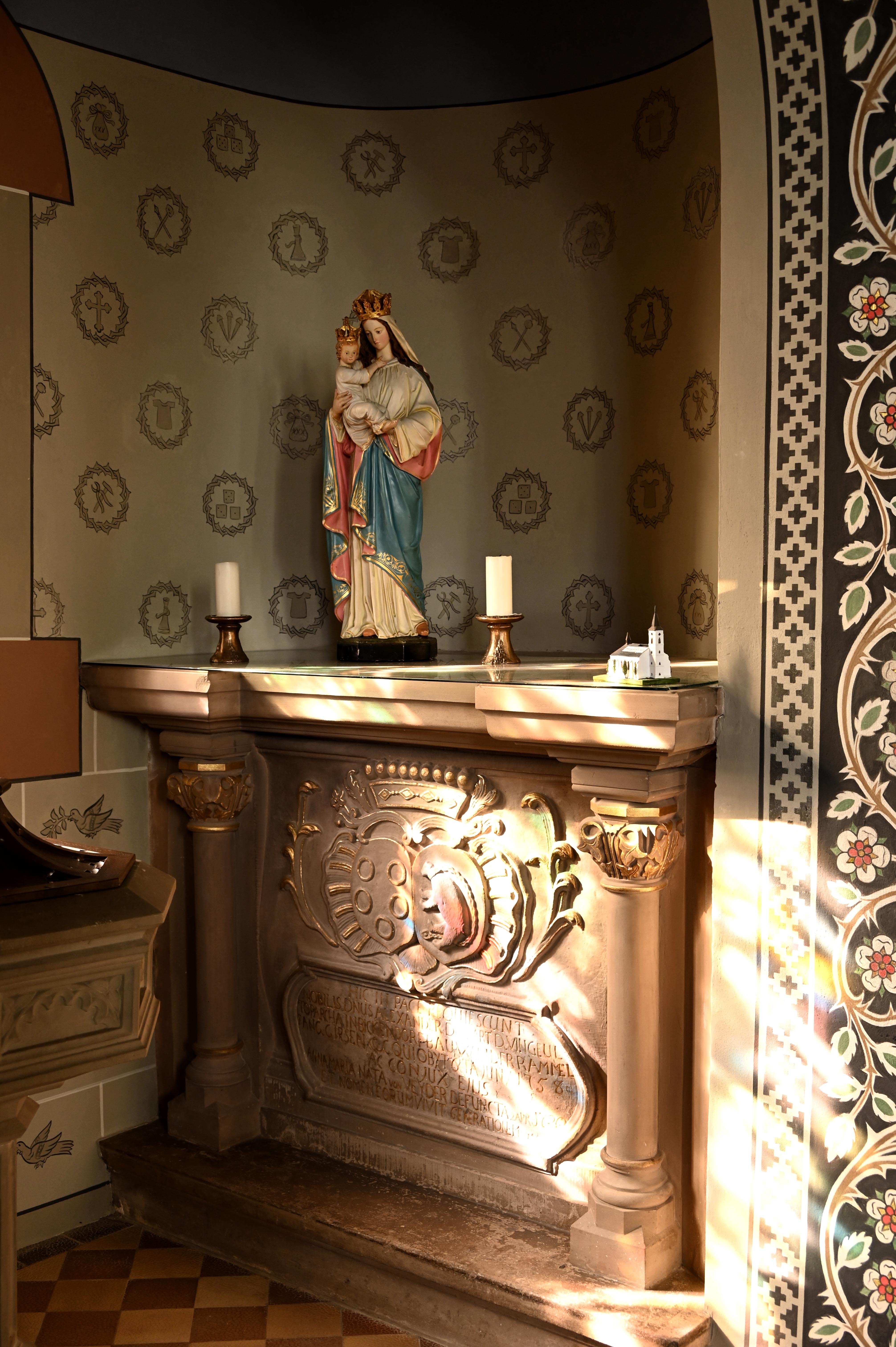
Autel et dalle funéraire d'Alexandre du Sart de Vigneulles et Anna Maria von Veyder

## Politique et administration

### Liste des maires
- 1816-1823 : Pierre-Alexandre du Sartz de Vigneulles
- 1824-1827 : Heinrich Nels, de Rittersdorf, gère les mairies de Seffern, Biersdorf et Bickendorf.
- 1827-1848 : Johann Lichter, d'Ehlenz
- 1848-1851 : Johann Axer, d'Ehlenz
- 1851-1858 : Ludwig Wagner
- 1858-1893 : Heinrich Spartz
- 1893-1904 : Matthias Schmitt
- 1904 : Bruno Oedokoven
- 1905-1909 : Matthias Thiel
- 1909-1914 : Karl Benz
- 1914-1919 : Michael Jakobs
- 1919-1921 : Walter Falkenbach
- 1921-1933 : Heinrich Wilky
- 1933-1934 : Wilhelm von Westphalen
- 1934 : Kurt Becker
- 1934-1945 : Julius P. Selbach
- 1945-1948 : Peter Weber
- 1950 : Jakob Kockelmann[7]

## Culture locale et patrimoine

### Lieux et monuments
- Eglise néogothique Sankt Martin en grès rouge, construite par l'architecte sarrois Wilhelm Hector en 1896-1987[8].Eglise néogothique Sankt Martin de BickendorfIntérieur de l'église Sankt Martin de Bickendorf avec vue sur l'autel

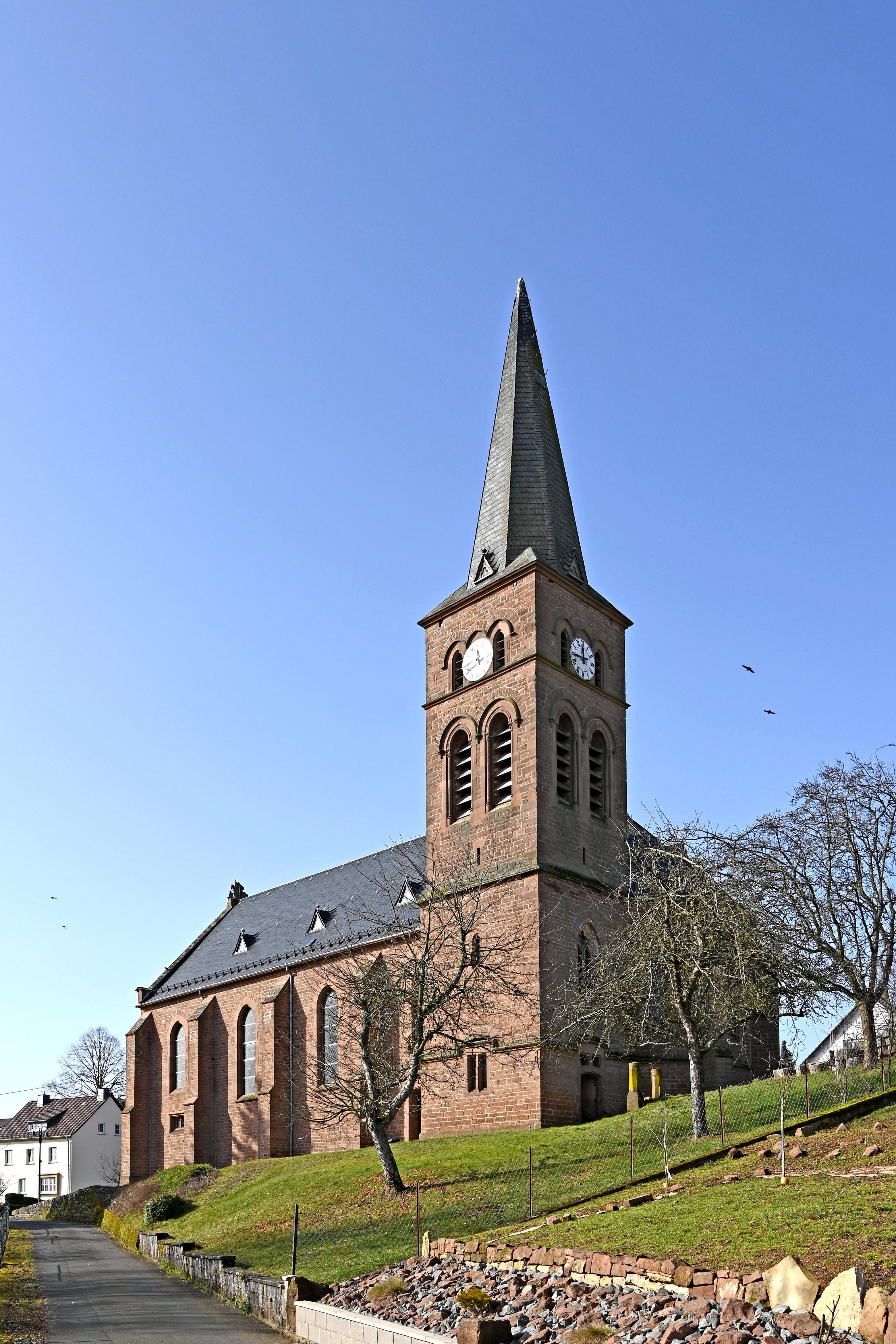
Eglise néogothique Sankt Martin de Bickendorf

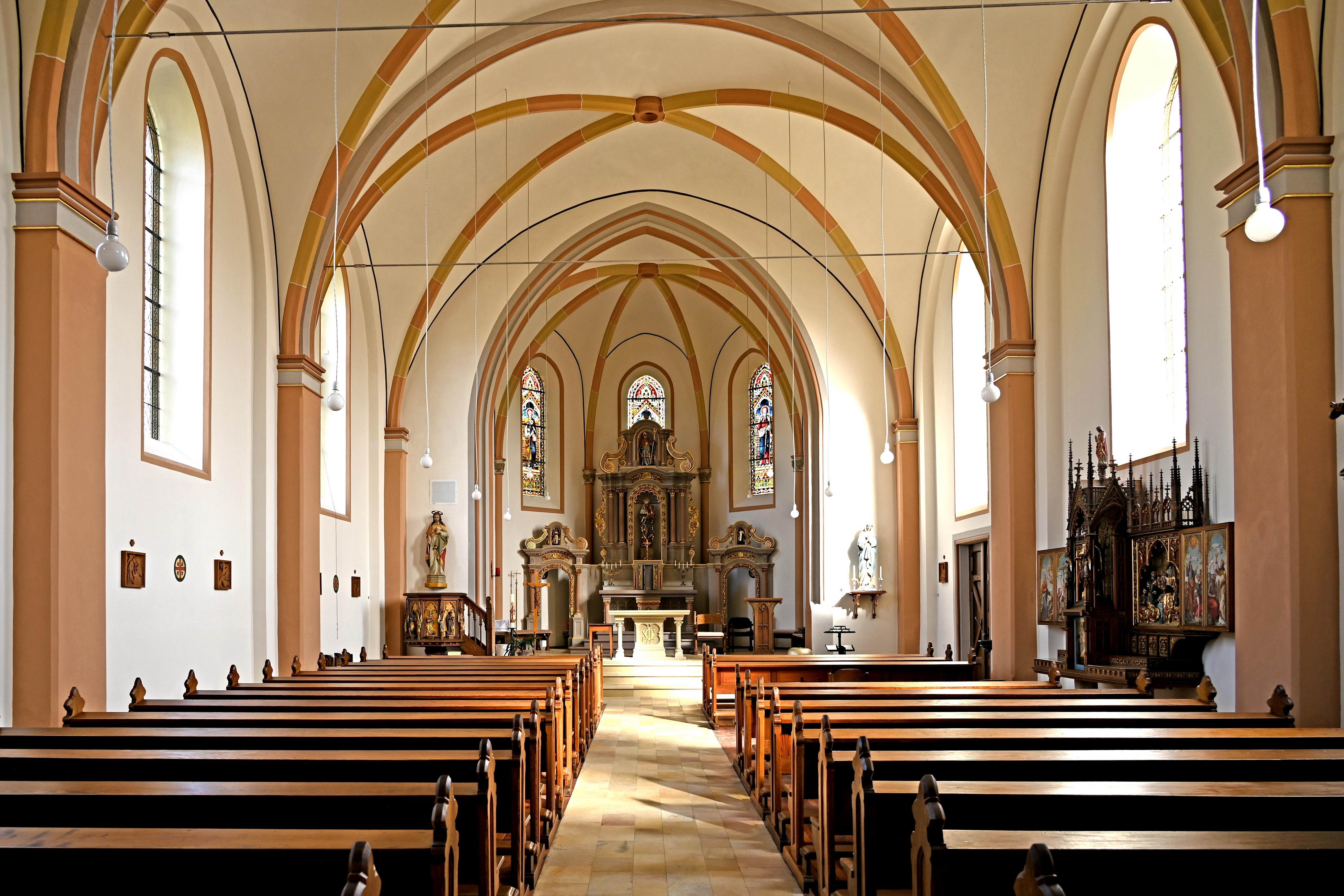
Intérieur de l'église Sankt Martin de Bickendorf avec vue sur l'autel

- Manoir que fit construire Jean-Henri du Sartz de Vigneulles, seigneur de Bickendorf, en 1765[9].

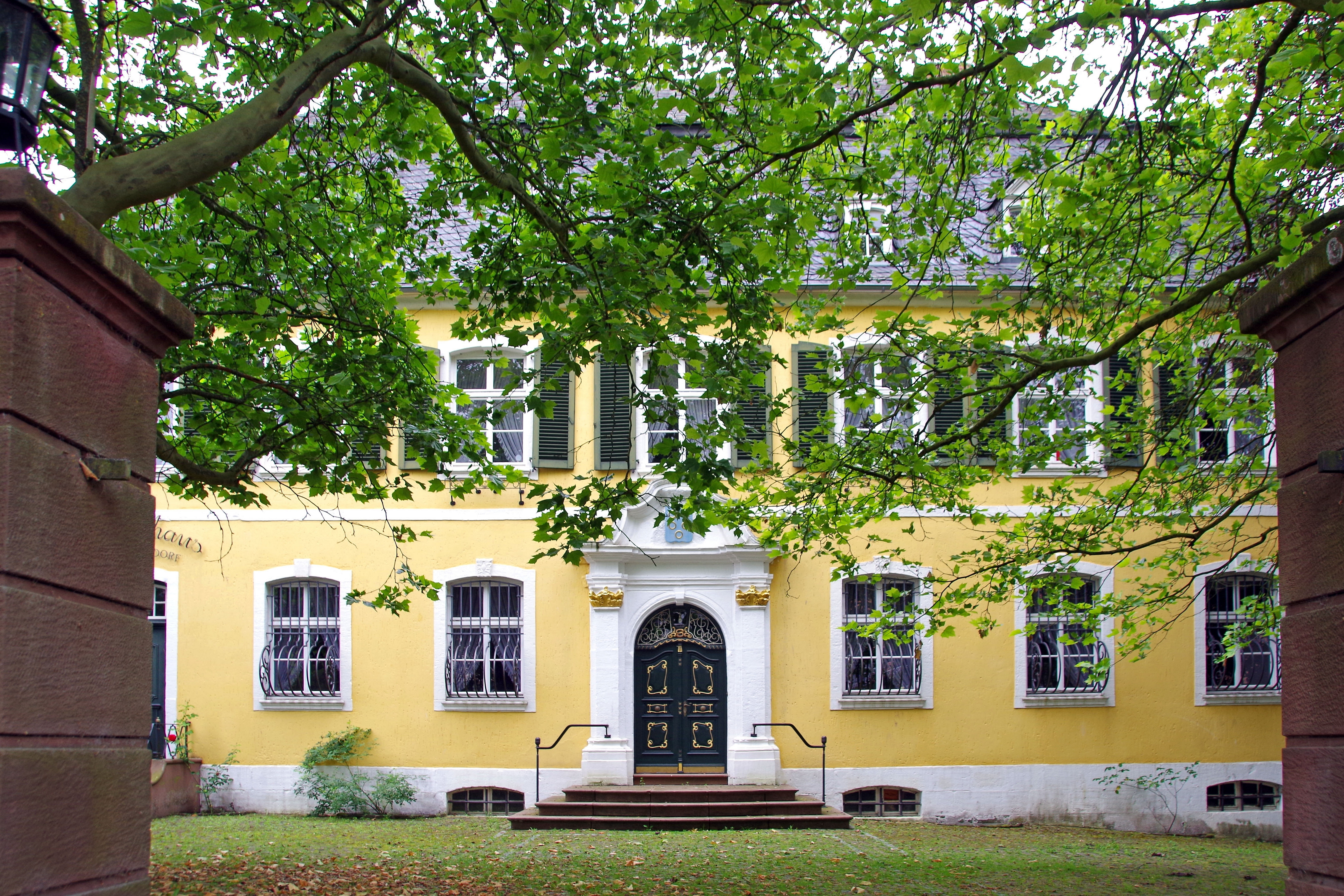
Manoir de Bickendorf

### Héraldique
Le blason de Bickendorf fait référence aux deux familles qui ont détenu cette seigneurie : le lion rouge est à associer à la famille d'Enscherange, tandis que les couleurs bleu et or ainsi que le chef bastillé représentent la famille du Sartz de Vigneulles et le manoir qu'ils y ont fait bâtir au XVIIIe siècle.